# Consell
Consell ist eine Gemeinde auf der spanischen Baleareninsel Mallorca. Sie zählt 4.399 Einwohner (Stand: 2024). Im Jahr 2006 betrug der Ausländeranteil 7,1 % (217), der Anteil deutscher Einwohner 1,2 % (38). Der einzige (gleichnamige) Ort zählte 2940 Einwohner (Jahr 2008) und liegt an der Landstraße MA-13A zwischen Palma und Inca. Hauptwirtschaftsfaktoren sind Handwerk und Weinbau.